# ASB13
ASB13 (англ. Ankyrin repeat and SOCS box containing 13) – білок, який кодується однойменним геном, розташованим у людей на короткому плечі 10-ї хромосоми. Довжина поліпептидного ланцюга білка становить 278 амінокислот, а молекулярна маса — 30 007.
| 10         |  | 20         |  | 30         |  | 40         |  | 50         |
| ---------- |  | ---------- |  | ---------- |  | ---------- |  | ---------- |
| MEPRAADGCF |  | LGDVGFWVER |  | TPVHEAAQRG |  | ESLQLQQLIE |  | SGACVNQVTV |
| DSITPLHAAS |  | LQGQARCVQL |  | LLAAGAQVDA |  | RNIDGSTPLC |  | DACASGSIEC |
| VKLLLSYGAK |  | VNPPLYTASP |  | LHEACMSGSS |  | ECVRLLIDVG |  | ANLEAHDCHF |
| GTPLHVACAR |  | EHLDCVKVLL |  | NAGANVNAAK |  | LHETALHHAA |  | KVKNVDLIEM |
| LIEFGGNIYA |  | RDNRGKKPSD |  | YTWSSSAPAK |  | CFEYYEKTPL |  | TLSQLCRVNL |
| RKATGVRGLE |  | KIAKLNIPPR |  | LIDYLSYN   |  |            |  |            |

A: Аланін

C: Цистеїн

D: Аспарагінова кислота

E: Глутамінова кислота

F: Фенілаланін

G: Гліцин

H: Гістидин

I: Ізолейцин

K: Лізин

L: Лейцин

M: Метіонін

N: Аспарагін

P: Пролін

Q: Глутамін

R: Аргінін

S: Серин

T: Треонін

V: Валін

W: Триптофан

Задіяний у таких біологічних процесах, як убіквітинування білків, альтернативний сплайсинг. 